# 가르게즈산집박쥐
가르게즈산집박쥐(Pipistrellus aero)는 애기박쥐과에 속하는 박쥐의 일종이다. 케냐에서 발견되며, 에티오피아에서도 서식하는 것으로 추정하고 있다. 일반적으로 아열대 또는 열대 숲에서 산다.

## 특징
작은 박쥐로 몸길이는 40~49mm, 전완장은 31~34mm, 꼬리 길이는 32~34mm이다. 발 길이는 5~10mm이고, 귀 길이는 10~15mm, 몸무게는 최대 5g이다. 털이 길고 무성하며 부드럽다. 등 쪽은 짙은 불그스레한 갈색이지만 배 쪽은 좀더 연한 색을 띤다. 귀는 짧고 검다. 이주는 좁다.

## 생태
먹이는 곤충이다.

## 분포 및 서식지
케냐 중부와 에티오피아의 3곳에서 널리 분포한다. 상록수림과 아카시아 숲, 산지림에서 서식한다.